# Hochstuhl
L'Hochstuhl (in sloveno: Veliki Stol, che significa, in entrambe le lingue, grande sedia) con 2.237 m s.l.m. è la montagna più alta della catena delle Caravanche, posta al confine tra Austria e Slovenia nei comuni di Žirovnica e Feistritz im Rosental.